# Économie écologique

Les ressources naturelles traversent l'économie et finissent en déchets et en pollution.

Ne doit pas être confondu avec Économie de l'environnement ou Économie verte.
L'économie écologique  est une branche de l'économie en interface avec l'écologie, étudiant l'interdépendance et la coévolution entre les sociétés humaines et les écosystèmes dans le temps et l'espace. L'intérêt de ces recherches est de pouvoir guider l'action des acteurs économiques (publics et privés) afin d'assurer un développement durable, c'est-à-dire conciliant progrès économique, justice sociale, et préservation de l'environnement, tout en mettant la priorité sur ce dernier point. Il faut distinguer l'économie écologique de l'économie environnementale qui vise à évaluer le coût économique des atteintes à l'environnement (en termes d'externalités) et la valeur monétaire des services écosystémiques dans le cadre de la théorie néoclassique. L'économie écologique a un caractère résolument holistique et transdisciplinaire, surmontant les barrières existantes entre les disciplines scientifiques.

## Histoire
Les travaux de bioéconomie de Nicholas Georgescu-Roegen sont précurseurs de l'économie écologique dans la mesure où ils furent les premiers à intégrer la finitude des ressources naturelles dans les modèles économiques. Son œuvre majeure The Entropy Law and the Economic Process (1971) a exercé une forte influence sur la discipline. Il faut également citer Karl William Kapp (en) (1944), Karl Polanyi (1950), et E.F. Schumacher. Parmi les premiers écologues à s'intéresser aux questions économiques figurent C.S. Holling, H.T. Odum et Robert Costanza, ainsi que la biologiste Gretchen Daily et le physicien Robert Ayres.
Le premier symposium d'écologie économique eut lieu en 1982 en Suède : y participèrent Robert Costanza, Herman Daly, Charles Hall, Ann-Mari Jansson, Bruce Hannon, H. T. Odum, et David Pimentel (en). La plupart étaient des écologues des écosystèmes ou des économistes orthodoxes. En 1987, Joan Martinez Alier (en) publia Ecological Economics. 1989 vît la fondation de l'International Society for Ecological Economics et la première publication de sa revue Ecological Economics éditée par Elsevier. Robert Costanza fut le premier président de cette société et rédacteur en chef de la revue.
Les articles de Inge Ropke (2004, 2005) et Clive Spash (1999) retracent le développement et l'histoire de l'économie écologique et expliquent sa différenciation de l'économie environnementale ainsi que les controverses entre écoles européennes et américaines. Un article de Robert Costanza, David Stern, Lining He, et Chunbo Ma tente de déterminer la littérature fondatrice de la discipline par une analyse des citations permettant de déterminer quels livres et articles ont eu le plus d'influence. Il en ressort que les articles les plus cités dans Ecological Economics sont The value of the world’s ecosystem services and naturacapital de Costanza et all et  Economic growth, carrying capacity, and the environment de Arrow et all.
L’évaluation des écosystèmes pour le millénaire fut l'occasion d'une consécration médiatique et institutionnelle de la discipline. Toutefois, celle-ci reste « en construction ». Il est donc difficile de définir dans les détails ce qui ressort ou pas de l'économie écologique. Cela est également voulu par les théoriciens qui prônent une théorie ouverte sur les autres visions de l'économie.
Une observation fait tout de même consensus au sein de la communauté des théoriciens de l'économie écologique. C'est celle qu'au sein des pays développés, les dernières décennies ont été marquées par le passage d'une économie d'un monde vide (Empty-World Economics) à une économie d'un monde saturé (Full-World Economics). Il est important de comprendre l'origine de ce tournant.

### D'une économie d'un monde vide à une économie d'un monde saturé
Il est important de comprendre l'origine de ce tournant. Selon l'ouvrage An Introduction to Ecological Economics, « Le modèle de développement économique "mainstream" a émergé dès le début de la Révolution industrielle quand le monde était encore relativement vide d'humains et de leurs infrastructures et que les ressources naturelles étaient abondantes. Dans un tel monde, le principal obstacle à une hausse du bien-être résultait dans le manque d'accès aux infrastructures. Les externalités négatives sont alors encore limitées et pouvaient être facilement gérées. Il semblait donc logique de se focaliser sur la croissance de l'économie de marché, mesurée en PIB, pour améliorer le bien-être humain. À cette fin, il était donc logique de penser le marché en termes de biens et services et dont l'objectif était l'augmentation de leurs nombres produits et consommés. ».

## Principes et objectifs
L'ambition ultime de l'économie écologique est un bien-être humain durable. Cela inclut d'autres considérations telles que la protection et la restauration de la nature, évoluer vers une justice sociale et intergénérationnelle, une stabilisation de la population et une reconnaissance de la contribution du capital humain et naturel au bien-être humain, cela passera aussi par un meilleur développement des indicateurs de bien-être. Cette conception de l'économie a également la capacité, contrairement à l'approche néoclassique, de déboucher sur un état stationnaire ("steady-state"), également vu comme un objectif. In fine, le but est de parvenir à délier stabilité économique et croissance tout en restant à l'intérieur de l'échelle écologique.

### Nouvelle vision de l'économie
L'économie écologique englobe différents types de capitaux (naturel, social, culturel, humain ou encore de "fabrication humaine"). Ce n'est seulement qu'en considérant ces différents capitaux que l'économie écologique pourra atteindre ses trois objectifs interconnectés que sont : un cadre durable, une distribution juste des ressources et une allocation efficace des ressources. Cette approche hiérarchique marque ainsi une évolution avec le concept de développement durable où aucune priorité n'est donnée.
Le schéma ci-dessus en rend compte :
l'économie écologique est une vision où les conséquences négatives des systèmes de productions ne sont plus considérées comme des "externalités", comme si l'environnement et la population humaine y vivant n'étaient pas inclus dans le système économique. Dans les trois cercles de droite,  l'économie opère au sein d'une société faite de relations sociales et cet ensemble prend place au sein de l'environnement. Depuis 2012, les auteurs de l'ouvrage Building a Sustainable and Desirable Economy in Society in Nature rendent explicite que la limite environnementale se rapporte à la limite des 2 °C,,.

### Technologie et valeurs
Selon l'ouvrage de Evrard :
L'intégration des énergies renouvelables s'est réalisée avec des temps d'adaptation plus ou moins longs selon les pays, pour des raisons historiques qui leur sont propres (page 111). Il ne faut pas s'y méprendre, l'histoire des énergies renouvelables émerge dans le contexte de la contestation écologiste des années 1970. Elles représentent alors une alternative de politique publique face à un secteur électrique marqué par la domination de certains acteurs et certaines valeurs analogue à l'économie néoclassique (pp 96-97). Ce qui est également remis en cause, tant dans la France pro-nucléaire d'après Mai 68 ou dans l'Allemagne pro-charbon de l'après-guerre, c'est la conception du rôle de l'État et des acteurs économiques (pp. 102-103). Deux modèles s'affrontent à cette époque : le premier repose sur une logique basée sur l'offre d'énergie, sur une production centralisée de l'énergie marquée par un fort usage de ressources fossiles et où la distribution est gérée par seulement quelques acteurs. L'autre repose sur une logique basée sur la demande d'énergie, sur une production d'énergie décentralisée marquée par un usage raisonné des ressources naturelles par des énergies renouvelables gérées via un modèle participatif (pp.19-25). De ce modèle alternatif, le système a gardé la technologie, mais a rejeté le projet de société qui l'accompagnait (p. 112),.

## Recommandations politiques
L'économie écologique implique une série de recommandations politiques. Celles-ci concernent autant la forme des institutions, que les instruments politiques. Il n'existe pas encore de liste exhaustive de ces recommandations, elles sont multiples et probablement amenées à se multiplier au vu du principe d'ouverture de cette théorie.

### Secteur des communs
La présence d'un secteur des communs permet de prendre en charge l'utilisation des ressources et de limiter celles-ci à un niveau plus faible ou égal à sa capacité de régénérescence, respectant ainsi le principe de justice intergénérationnelle. Les bénéfices tirés de l'utilisation de ces ressources permettent d'être réinvestis dans des techniques vertes qui ont pour effet d'une part d'assouplir la pression que les gaz à effet de serre ont sur certains services naturels et d'autre part de garantir leur pérennité.
À ce sujet, il est intéressant de noter qu'Elinor Ostrom parle de "capital institutionnel" pour décrire la conception et l'adoption de nouvelles institutions destinées à résoudre des problèmes de ressources communes. Ce type d'institutions ouvrent de nouvelles perspectives en matière de relations entre le secteur privé et public, ouvrant un nouveau mode de gouvernance.

### Place des investissements
Ce qui est hautement recommandé au niveau des investissements, c'est de les diriger de l'accumulation de capital de fabrication humaine vers le capital naturel afin de le préserver et de le restaurer. En toute logique, cela passe par des investissements dans des techniques ou des projets ayant pour effet d'améliorer les services des écosystèmes comme des projets de reforestation au lieu d'accumuler les scieries, de rempoissonnement au lieu d'accumuler les bateaux de pêche, de développement d'énergies renouvelables au lieu de creuser de nouveaux puits pétroliers, etc. La deuxième manière d'investir concerne l'efficacité énergétique, de tels investissements devraient donc soulager la capacité vitale de la nature à absorber les gaz à effet de serre. D'autres investissements dans l'éducation, les infrastructures publiques ou encore le développement de systèmes de droits restent importants. Ceux-ci auront lieu via des fonds privés, des fonds issus du secteur des communs ou de l'État.
Au niveau des ménages, cela se traduit par des investissements dans des services "dématérialisés" en lieu et place de la consommation de « produits » matériels. Cela semble tout à fait convenir à nos économies avancées de plus en plus fondées sur les services. N'importe quel service dématérialisé n'est toutefois pas sobre en carbone. Jean-Marc Jancovici prend l'exemple des sites de rencontres en ligne : "rencontrer pour de vrai des personnes avec qui les échanges commencent sur Internet a toutes les chances de nous emmener plus loin que dans notre rue, ce qui utilisera du pétrole. Cela n'est en rien une manière d'économiser l'environnement ou l'énergie...". Il convient ainsi de bien comprendre que le secteur tertiaire repose également sur des flux physiques. Aller chez le coiffeur, c'est prendre la voiture ou le train, le vélo pour les plus chanceux, et c'est utiliser de l'eau chaude pour se laver les cheveux, profiter d'un bâtiment chauffé, d'un petit café venu (donc transporté) du Brésil... Ce qui est recommandé, c'est justement de créer des services dématérialisés sobres en carbone. Les germes d'une telle économie existent peut-être, selon Tim Jackson "dans des entreprises sociales ou locales, fondées sur le collectif : projets énergétiques communautaires, marchés agricoles locaux, coopératives Slow Food, clubs sportifs, bibliothèques, centre de santé, services locaux de réparation et d'entretien, ateliers d'artisanat, centres d'écriture, activités musicales et théâtrales et pourquoi pas le yoga, la coiffure et le jardinage ?". À l'heure actuelle, ces "entreprises écologiques" comptent à peine.
Évidemment, l'impact sur l'économie diffère selon ces investissements. Leurs rendements peuvent à la fois être intéressants, c'est le cas de ceux réalisés dans l'efficacité énergétique ou, sur du plus long terme, de ceux réalisés sur les énergies renouvelables. En revanche, ceux réalisés pour restaurer et préserver le capital naturel sont moins productifs, mais forment une source considérable d'emploi. Cela demande un renforcement de la présence de l'État pour s'occuper de ces deux derniers.
Dans une économie basée sur la théorie de la croissance, ce type de recommandations politiques semble suicidaire  tant ces nouvelles conditions semblent aspirer la croissance sans nécessairement augmenter la productivité de l'économie. Dans une économie écologique, durable, ce type d'investissement doit être considéré comme une composante essentielle de la structure macroéconomique. Que cet investissement génère de la croissance ou pas n'est plus la question.

### Gestion urbaine et gestion de la population
L'économie écologique souligne le besoin grandissant de politiques novatrices et d'instruments de gestions en ce qui concerne la hausse de la population humaine. D'une part ce sont des politiques de contrôle de la population qui sont conseillées, souvent considérées comme "politiquement impossibles". Mais généralement, ce sont plutôt des politiques de gestion des populations urbaines et du développement de ces centres urbains qui sont conseillés. De manière assez générale, il est conseillé de mieux intégrer les questions environnementales dans l'architecture des villes. Cela concerne la gestion des eaux, le recyclage des déchets et la création d'espaces verts. Il convient, à ce titre, de citer l'ouvrage de Rob Hopkins : "Transition Handbook". Celui-ci convient mieux à la gestion de petites entités urbaines et se rapproche plus du concept de la décroissance. Le meilleur exemple de mise en application de cet ouvrage a été réalisé dans la petite ville de Totnes, dans le Sud de l'Angleterre. Notamment grâce à l'animation du groupe "Transition Town Totnes" qui a fait un gros travail d'accompagnement politique pour construire une culture locale des enjeux liés à l'utilisation excessive des ressources naturelles puis à la formulation d'un projet alternatif. Des projets similaires se développent de plus en plus en Europe, notamment via la plateforme Alternatiba.

### Vers une réforme fiscale
La poursuite des objectifs liés à l'économie écologique inclut une réforme de la politique fiscale, instrument puissant pour influencer les changements de comportement. Ce débat a été ouvert initialement par Arthur Cecil Pigou (1877 - 1959) qui a établi le principe général de l'internalisation des externalités négatives de l'activité économique. Si ce principe est souvent accepté, la manière de le mettre en œuvre est toujours source de nombreux débats. Sans rentrer dans les détails, l'économie écologique soutient une réforme fiscale telle que le niveau de pollution serait déterminé par la capacité des écosystèmes à absorber les déchets liés à la pollution, et non par le prix de la taxe. Autrement dit, c'est le prix de la taxe qui doit s'ajuster aux contraintes écologiques, pas l'inverse.
Ainsi, de façon plus élaborée, une telle réforme fiscale prendrait la forme d'un glissement de la charge fiscale, depuis les biens économiques vers des maux écologiques. Ainsi, de nouvelles taxes apparaîtraient quant à l'utilisation des ressources ou sur l'émission de carbone et seraient compensées par une réduction de la fiscalité sur le travail.
À cette approche de type "régulation et contrôle", une réponse a été donnée via l'utilisation des " mécanismes de marché" qui eux aussi, prétendent fonctionner dans l'intérêt de l'environnement. Il en résulte le système d'émission négociable, par lequel une limite aux émissions globales est fixée, des permis correspondant à cette limite sont distribués aux acteurs concernés selon certains principes de distribution, enfin les acteurs peuvent s'échanger les permis entre eux. De manière analogue, c'est l'idée d'une carte carbone qui a été récemment élaborée, celle-ci conditionne la consommation d'énergie pour tout le monde par rapport à une limite d'émission de carbone. Si la consommation d'un citoyen dépasse la limite fixée  (voir les travaux de David Flemming et Mayer Hillman à ce sujet) par la carte, délivrée gratuitement, il doit acheter des émissions à quelqu'un d'autre. Chacun est libre de dépasser les limites de sa carte, mais le budget national est indépassable. Ce mécanisme a deux avantages : la limite nationale est fixe, donc le résultat est déjà connu, contrairement à une taxe. Deuxièmement, il constitue un bon mécanisme de redistribution, car il existe une corrélation entre niveau de revenus et consommation d'énergie. Enfin, en cas de baisse importante des stocks d'énergie, une telle carte pourrait être une manière d'organiser cette baisse en garantissant l'accès à l'énergie à tous, respectant ainsi les principes de base de la justice sociale.
In fine, la taxation dans sa dimension pleinement écologique mérite d’être largement revisitée dans un cadre de réflexion élargie en termes de responsabilité individuelle (Hans Jonas). Lire Bazin et al. 2004 et 2007.

### Rôle de l'État
Le rôle d'influence de l'État devient plus important en ce qu'il a maintenant la responsabilité de transformer les valeurs et les aspirations de la population par la politique fiscale, urbanistique, d'investissements, de soutien, etc. Pour ce faire, il développe de nouveaux indicateurs rendant compte de ces différents aspects. Dans cette nouvelle conception, son champ de vision porte sur le court et le long terme. Il essaie également de trouver un meilleur équilibre entre libertés individuelles et intérêt général via de nouveaux mécanismes de gouvernance.
Étant donné que l'économie d'un monde saturé est mise sous contrainte (la survie des écosystèmes et la limite des 2 °C), l'État devra inventer des mécanismes de compensation pour les perdants, ou pas. Il lui faudra également trouver une parade pour, d'une part, lâcher du lest à des initiatives de démocraties délibératives plus locales. En effet, la hausse des alternatives telles que celles des villages en transition oblige le politique à prendre acte de ces nouvelles pratiques qui se nourrissent de plus en plus des idées issues de la théorie de la décroissance. D'autre part, l'État devra être là pour synchroniser la nouvelle dynamique liée au développement d'un nouveau capital institutionnel gérant les biens communs. Et puis, sans aucun doute, c'est encore lui qui devra être présent, en outre avec d'autres acteurs privés, non-gouvernementaux ou supranationaux, dans une logique multilatérale, au niveau des négociations internationales.

## Travaux
Selon Malte Faber, l'économie écologique se définit par son intérêt pour la nature, la justice, et l'évolution au cours du temps. Les questions d'irréversibilité des changements environnementaux, d'incertitude à long-terme sur les revenus, et de développement durable guident les analyses d'économie écologique.
L'économie écologique ne se contente pas d'appliquer les analyses économiques classiques aux questions environnementales mais les remet en cause à partir de ces questions en intégrant les connaissances et méthodes issues de l'écologie. Ainsi, certaines études portent sur les flux de matières et d'énergie dans les systèmes économiques à l'instar des études sur ces flux dans les écosystèmes naturels.
L’Évaluation des écosystèmes pour le millénaire, rapport rédigé sous l'aval de l'ONU, conjointement par des économistes, des écologues, membres d'universités, d'institutions internationales, de gouvernements, et d'ONG, évalue l'état des écosystèmes en relation avec leur exploitation par l'homme. Il distingue quatre types de services fournis par les écosystèmes à l'homme (services écosystémiques) :
- services de production : agriculture, eau, énergies fossiles...
- services de régulation : climat, maladies infectieuses, filtrage de l'eau et de l'air...
- services culturels : valeurs récréatives, esthétiques, et éducatives des écosystèmes
- services de base : fourniture de sols fertiles

L'économie écologique adjoint à l'évaluation du produit intérieur brut (PIB) l'évaluation du capital naturel qui correspond aux moyens de production naturels dont dispose un territoire. De manière imagée, le développement durable consiste à consommer les intérêts du capital naturel tout en préservant celui-ci. Autrement dit, l'objectif est de  « répondre aux besoins des générations actuelles sans compromettre la capacité des générations futures à répondre aux leurs » (Rapport Brundtland).

## Revues
- BioPhysical Economics and Resource Quality
- Ecological Economics The Transdisciplinary Journal of the International Society for Ecological Economics (ISEE)
- Environmental Modelling and Assessment
- Environmental and Resource Economics
- Environmental Economics and Policy Studies
- Land Economics

#### En français
- (fr) Jean-Marc Lorach, Comment faire des économies avec l'écologie, Éditions du Puits Fleuri, France, 2008.
- (fr) Georgescu-Roegen, N. Demain la décroissance. Entropie, écologie, économie. Traduction, présentation et annotation Jacques Grinevald et Ivo Rens. Lausanne, Pierre-Marcel Favre, 1979. 21 cm, 157 p. [La décroissance. Entropie, écologie, économie. 2e édition revue et augmentée. Traduit et présenté par Jacques Grinevald et Ivo Rens. Paris, Sang de la Terre, 1995. 21 cm, 220 p. ; 3e édition revue. Paris, Sang de la Terre et Ellébore, 2006. 22,5 cm, 304 p.]
- (fr) Ali Douai, Gaël Plumecocq, L'économie écologique, Paris, La Découverte, coll. « Repères », 2017, 128 p.,  (ISBN 978-2-7071-8596-9)

#### En anglais
- (en) Ballet J., Bazin D., Dubois J.-L. & Mahieu F.-R., (2011), « A Note on Sustainability Economics and the Capability Approach », Ecological Economics, 70(11): 1831–1834.
- (en) Ballet J., Bazin D., Lioui A. & Touhari D., (2007), « Green Taxation and Individual Responsibility », Ecological Economics, 63(4): 732–739.
- (en) Charnovitz, S. (1994), Living in an Ecolonomy: Environmental Cooperation and the GATT, Kennedy School of Government, April 1994.
- (en) Common, M. and Stagl, S. (2005), Ecological Economics: An Introduction, New York: Cambridge University Press.
- (en) Daly, H. and Townsend, K. (eds.) 1993. Valuing The Earth: Economics, Ecology, Ethics, Cambridge, Mass.; London, England: MIT Press.
- (en) Georgescu-Roegen, N. (1966), Analytical Economics : Issues and Problems, Harvard University Press, 1966, xvi-434 p. ; trad. fr. : La science économique : ses problèmes et ses difficultés, Paris, Dunod, 1970, xvi-300 p.
- (en) Georgescu-Roegen, N. (1971), The Entropy Law and the Economic Process, Cambridge, Mass., Harvard University Press, 1971, 457 p.
- (en) Georgescu-Roegen, N. (1975), Energy and economic myths, Southern Economic Journal 41: 347-381.
- (en) Krishnan R, Harris JM, Goodwin NR. (1995). A Survey of Ecological Economics, Island Press.  (ISBN 1559634111), 9781559634113.
- (en) Martinez-Alier, J. (1990) Ecological Economics: Energy, Environment and Society. Oxford, England: Basil Blackwell.
- (en) Martinez-Alier, J., Ropke, I. (eds.) (2008), Recent Developments in Ecological Economics, 2 vols., E. Elgar, Cheltenham, UK.
- (en) Røpke, I. (2004) The early history of modern ecological economics, Ecological Economics 50(3-4): 293-314.
- (en) Røpke, I. (2005) Trends in the development of ecological economics from the late 1980s to the early 2000s, Ecological Economics 55(2): 262-290.
- (en) Spash, C. L. (1999) The development of environmental thinking in economics, Environmental Values 8(4): 413-435.
- (en) Vatn, A. (2005) Institutions and the Environment, Cheltenham: Edward Elgar
- (en) Vianna Franco, M. P., Missemer, A. (2022). A History of Ecological Economic Thought, London & New York: Routledge.